# 브렌단 페니
브렌던 페니(Brendan Penny, 1978년 11월 9일 ~ )는 캐나다의 배우이다.
오타와에서 태어났다.

## 출연 작품

### 영화
- 존 터커 머스트 다이 (2006)
- 크리스마스 별장 (2008)
- 아이 러브 유, 베스 쿠퍼 (2009)
- 미스터 이빨요정 (2010)
- A-특공대 (2010)
- 하드 라이드 투 헬 (2010, Hard Ride to Hell) - 대니 역
- The Closer You Get to Canada (2010) - 단편
- The Wedding Chapel (2013)
- 버지니안: 서부의 집행자 (2014, The Virginian)
- 온 더 팜 (2016, On the Farm)
- Summer in the Vineyard (2017)

### 텔레비전
- Diamonds (2008-09)
- The Assistants (2009-10)
- 모티브 (2013-16)
- 체서피크 쇼어 (2016-22, Chesapeake Shores)